# Aeroportul Internațional Viru Viru
Aeroportul Internațional Viru Viru (în spaniolă Aeropuerto Internacional Viru Viru) (IATA: VVI, ICAO: SLVR) este un aeroport din Warnes⁠(d), Warnes Province⁠(d), Santa Cruz, Bolivia ce deservește zona Santa Cruz de la Sierra. Aeroportul a fost tranzitat în  de 2.384.746 de pasageri. A fost deschis în 1984.
Situat la o altitudine de 373 m, aeroportul dispune de 1 pistă. Este operat de Abertis⁠(d).

## Infrastructură

### Piste
Aeroportul dispune de o singură pistă. Pista 16/34 are suprafața de beton și dimensiunile 3.500 m × 45 m. 